# Herbert Neumann (Landrat)

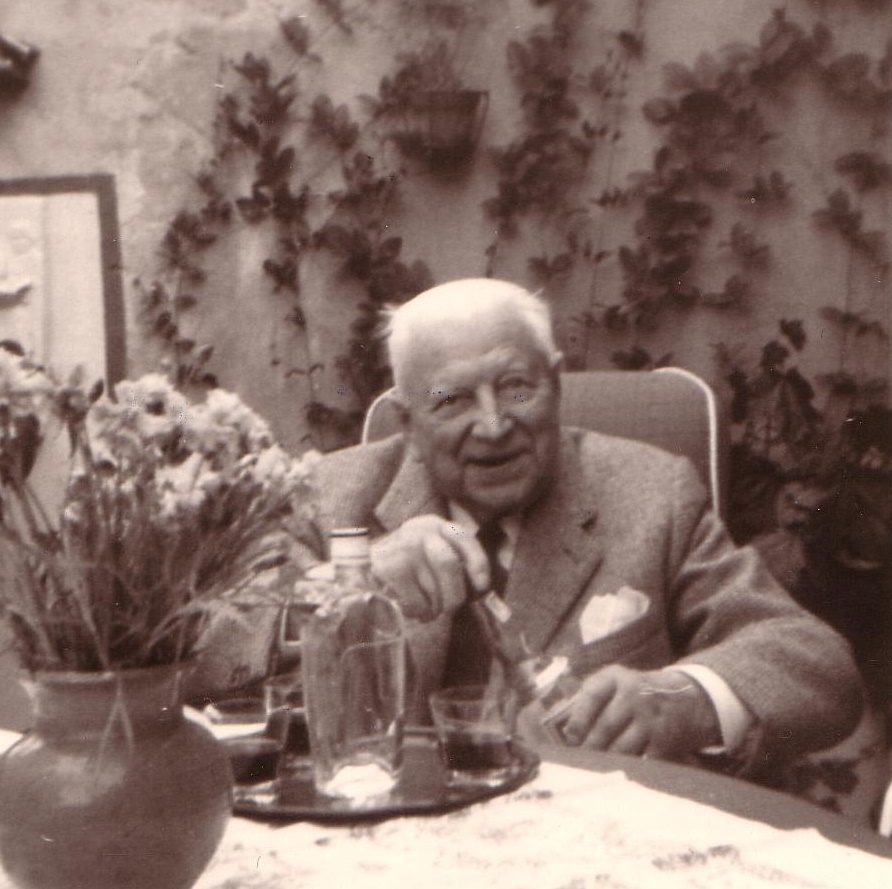
Herbert Neumann

Herbert Neumann (* 9. Januar 1888 in Gehlenburg, Masuren; † 18. Juli 1976 in West-Berlin) war ein deutscher Verwaltungsjurist.

## Leben
Nach dem Abitur an der Friedrichsschule Gumbinnen studierte Neumann Rechtswissenschaft an der Ludwig-Maximilians-Universität. 1909 wurde er im Corps Isaria aktiv. Er wechselte an die heimatliche Albertus-Universität Königsberg, an der er 1913 die Referendarprüfung bestand. Ab Oktober 1913 diente er als Reserveoffizier im Litthauischen Ulanen-Regiment Nr. 12 in Insterburg. Mit ihm war er über den ganzen Ersten Weltkrieg an der Ostfront, zuletzt in Litauen und Kurland. In Estland, vom Deutschen Heer besetzt, wurde er Stellvertreter des Kreishauptmanns von Wierland, einem von der Militärverwaltung gegründeten Verwaltungsbezirk. Im Oktober 1917 kam Prinz Heinrich als Flottenchef nach Wierland, um das Unternehmen Albion vorzubereiten. Zur Luftaufklärung beorderte er Gunther Plüschow, der auf Neumanns Teilnahme bestand.
Nach der Assessorprüfung (1921) kam Neumann zur Regierung in Gumbinnen. In Deutschlands östlichstem Regierungsbezirk vertrat er Landräte. 1922 wurde er Landrat des Kreises Preußisch Eylau. Medienberichten zufolge wurde ihm in der Öffentlichkeit seinem Empfinden nach nicht immer angemessener Respekt erwiesen, den er manchmal zu erzwingen suchte. Zu seinem zehnjährigen Dienstjubiläum benannte die Stadt Pr. Eylau 1932 eine Straße nach ihm. Obwohl er der Nationalsozialistischen Deutschen Arbeiterpartei fernstand und ihrer Führung keine Konzessionen machte, konnte er bis zum September 1938 auf dem Posten bleiben. Er wurde unter dem Vorwand entlassen, an einer Familienfeier des Kammerherrn von Elard von Oldenburg-Januschau teilgenommen zu haben.
Im Mai 1939 übernahm er die Leitung des Oberlandratsbezirks Königgrätz im sog. Protektorat Böhmen und Mähren. Zuletzt nach dem von deutschen Truppen bereits im Oktober 1938 besetzten Reichenberg abgeordnet, nahm er im September 1939 am Überfall auf Polen teil. Als Verwaltungsjurist seit November 1939 im Wartestand, wurde er im November 1940 auf eigenen Antrag wegen einer schweren Wirbelsäulenverletzung pensioniert und aus dem Heer (Wehrmacht) entlassen.
In den letzten Kriegsjahren stellte er seine Verwaltungserfahrungen öffentlichen und halböffentlichen Einrichtungen des Reichs zur Verfügung. In der Nachkriegszeit beriet er den Magistrat von Berlin und die Evangelische Kirche. Ab 1949 war er bis ins hohe Alter Verwaltungsrechtsrat zur Vertretung vor den Verwaltungsgerichten in Berlin. Sein Büro hatte er am Kurfürstendamm 103/104. Seine für die Zeitgeschichte wichtigen Unterlagen wurden von der Landsmannschaft Ostpreußen in Verwahrung genommen. Seit 1950 war er Corpsschleifenträger der Masovia. Das Corps Palaiomarchia verlieh ihm (wie den anderen Masuren) 1960 das Band.

## Privates
Herbert Neumann war Junggeselle, hatte eine jahrzehntelange Freundschaft mit Fräulein Kulisz und unterhielt enge familiäre Beziehungen mit den Töchtern des Otto Neumann „Tadellos“ aus Arys (Masuren), Lena Lütkes und Clara Streitz, sowie Claras Sohn Klaus Streitz und seiner Familie, Irmgard geb. Kuch, Wolfgang, Michael und Christiane Streitz. Fräulein Wasmuth führte jahrelang seinen Haushalt am Olivaer Platz.